# Felipe Salazar Villagrana
Felipe Salazar Villagrana es el Obispo emérito de la Diócesis de San Juan de los Lagos, su mandato fue desde el 11 de marzo de 2008 cuando el Papa Benedicto XVI lo nombró con ese puesto y finalizó el 2 de abril de 2016 cuando Jorge Alberto Cavazos Arizpe fue nombrado como nuevo obispo.

## Primeros años y sacerdocio
Nació en Amatlán de Cañas, Nayarit el 20 de septiembre de 1940.
Concluidos sus estudios de Filosofía y de Teología en el Seminario de Guadalajara, fue ordenado sacerdote el 21 de diciembre de 1968.
En 1969 se le destinó, como vicario cooperador, a la parroquia de Chimaltitán (Arquidiócesis de Guadalajara) y, al año siguiente, también como vicario parroquial, a San Juan de los Lagos, que en esa época pertenecía, aún, a la Arquidiócesis de Guadalajara.
En 1971 pasó a la Parroquia de Nuestra Señora de la Luz, en Lagos de Moreno, Jalisco, y, al. año siguiente, fue enviado a Pamplona, a especializarse en Sagrada Escritura.
En 1972 fue creada la Diócesis de San Juan de los Lagos, quedando Mons. Salazar incardinado a la nueva Iglesia particular.
Terminados sus estudios en 1975 y ya de regreso en Diócesis, fue nombrado profesor de Sagrada Escritura en el Seminario, siendo, al mismo tiempo y durante 6 años, vicario diocesano para la Pastoral.
En 1992 fue designado párroco de la parroquia de San Juan Bautista, en la sede episcopal, en donde permaneció hasta el año 2004, cuando fue nombrado vicario general de la iglesia particular.

## Obispo
S. S. Benedicto XVI lo nombró Obispo de San Juan de los Lagos el 11 de marzo de 2008. Continuó el IV Plan Diocesano de Pastoral, la misión diocesana y la  preparación para el primer Sínodo Diocesano.
El 2 de abril de 2016 se retiró de su cargo como obispo quedando como nuevo mandatario de la diócesis Mons. Jorge Alberto Cavazos Arizpe.
| Predecesor: Javier Navarro Rodríguez | Obispo de San Juan de los Lagos - | Sucesor: Jorge Alberto Cavazos Arizpe |